# Gostomka (struga)
Gostomka (nazwa oboczna Młyńska) – struga na ziemi prudnickiej, w południowo-zachodniej Polsce, w województwie opolskim, powiatach prudnickim i krapkowickim, gminach Lubrza, Biała i Strzeleczki. Dopływ Młynówki, długości 14,82 km.
Źródło strugi znajduje się we wsi Olszynka. Przepływa w rejonie miejscowości Słoków, Olbrachcice, Browiniec Polski, Solec, Róża, Gostomia, Rostkowice, Wilków, Czartowice, Wawrzyńcowice. We wsi Wawrzyńcowice, na południe od Kujaw, uchodzi do strugi Młynówka.